# Canalejas de Peñafiel
Pour les articles homonymes, voir Canalejas et Peñafiel.
Canalejas de Peñafiel est une commune de la province de Valladolid dans la communauté autonome de Castille-et-León en Espagne.

## Économie
Cette localité est vinicole et fait partie de l’AOC Ribera del Duero.

## Sites et patrimoine
- Église paroissiale Nuestra Señora de la Asunción
- Chapelle Nuestra Señora de la Olma

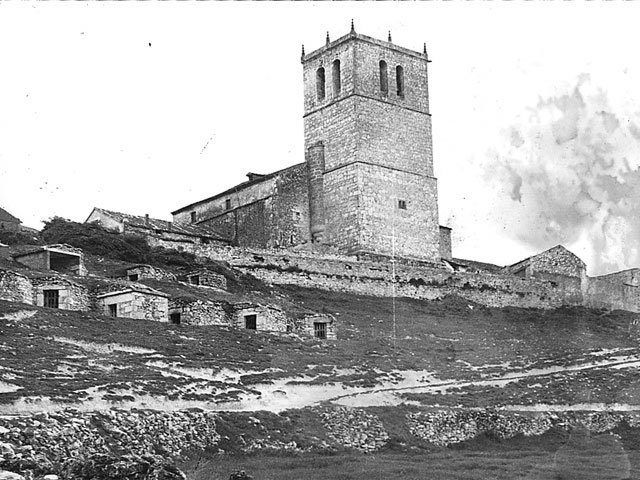
Église Nuestra Señora de la Asunción Fondation Joaquín Díaz.